# Шанън Стейси
Шанън Стейси (на английски: Shannon Stacey) е американска писателка на произведения в жанра романтичен трилър, съвременен и еротичен любовен роман.

## Биография и творчество
Шанън Стейси е родена през 1972 г. в САЩ. От дете мечтае да е писателка и започва да пише още като ученичка. Омъжва се през май 1993 г. и има двама сина. Докато ги отглежда продължава да пише в свободното си време.
Първият си договор сключва през 2005 г. и през 2006 г. е издаден първият ѝ любовен роман „Forever Again“.
През 2011 г. попада списъка на бестселърите на „Ню Йорк Таймс“ с книгите от поредицата „Семейство Ковалски“.
Шанън Стейси живее със семейството си в Ню Хемпшир.

## Произведения

### Самостоятелни романи
- Forever Again (2006)
- Twice Upon a Roadtrip (2009)
- Heart of the Storm (2015)
- A Fighting Chance (2016)
- Holiday with a Twist (2016)

### Серия „Девлин Груп“ (Devlin Group)
1. 72 Hours (2006)
2. On the Edge (2007)
3. No Surrender (2009)
4. No Place to Hide (2014)

### Серия „Гардинър, Тексас“ (Gardiner, Texas)
1. Taming Eliza Jane (2007)
2. Becoming Miss Becky (2009)

### Серия „Семейство Ковалски“ (Kowalski Family)
1. Exclusively Yours (2011)
Специално интервю, фен-превод
2. Undeniably Yours (2012)
3. Yours To Keep (2011)
4. All He Ever Needed (2012)
5. All He Ever Desired (2012)
6. All He Ever Dreamed (2013)
7. Love a Little Sideways (2013)
8. Taken with You (2014)
9. Falling for Max (2014)

### Серия „Изкусителни момчета“ (Boys of Fall)
1. Under the Lights (2015)
2. Defending Hearts (2015)
3. Homecoming (2016)

### Серия „Бостънския пожар“ (Boston Fire)
1. Heat Exchange (2015)
2. Controlled Burn (2015)
3. Fully Ignited (2016)

### Новели
- Kiss Me Deadly (2006)
- In The Spirit (2006)
- Interstellar Sparks (2009)
- Holiday Sparks (2010)
- Mistletoe and Margaritas (2011)
- Slow Summer Kisses (2012)
- Snowbound with the CEO (2013)
- Alone with You (2014)
- Her Holiday Man (2014)